# Teofil Jaśkiewicz

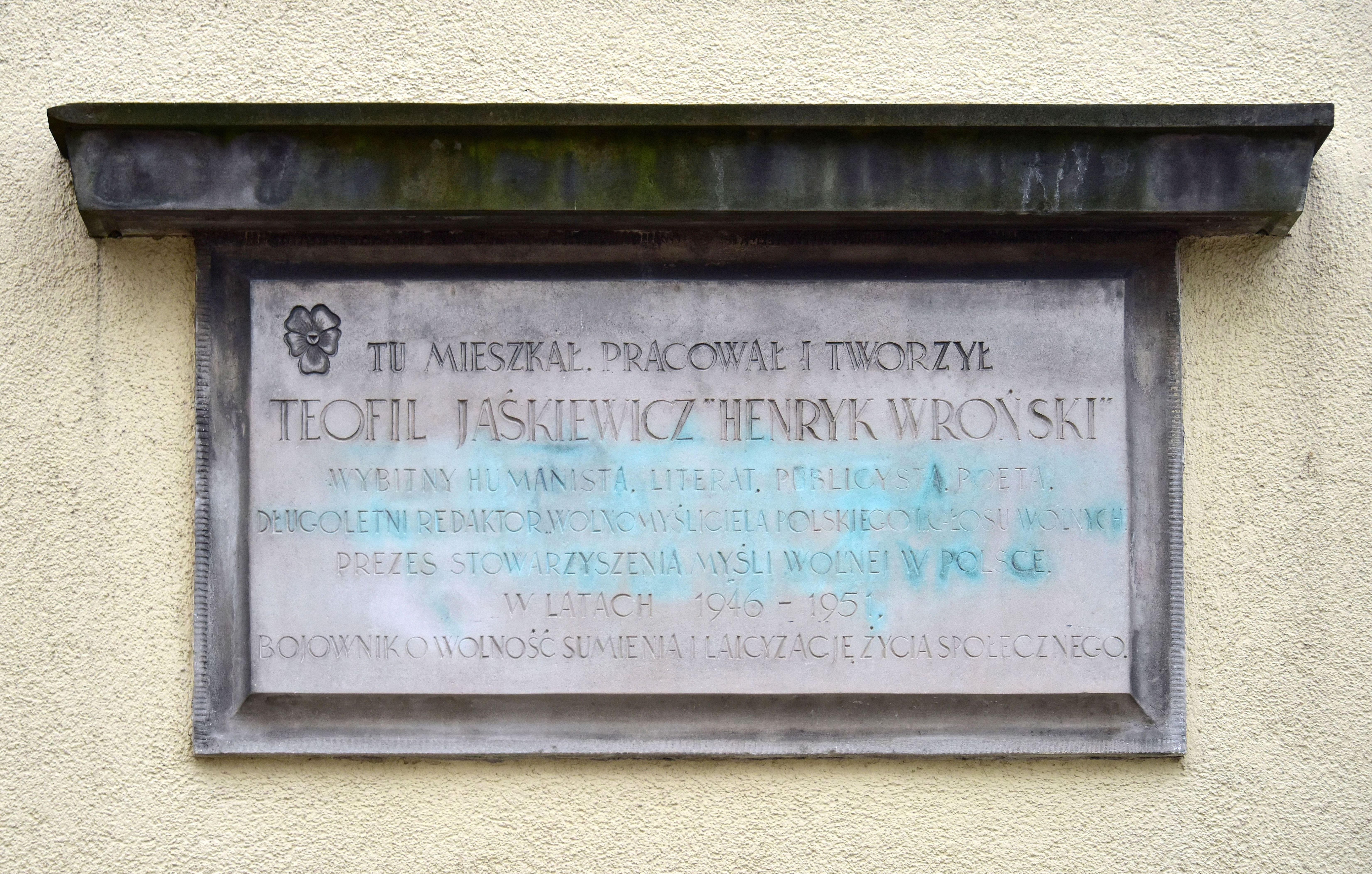
Tablica upamiętniająca Teofila Jaśkiewicza na budynku przy ul. Krasińskiego 18 (od strony ul. Jaśkiewicza) w Warszawie

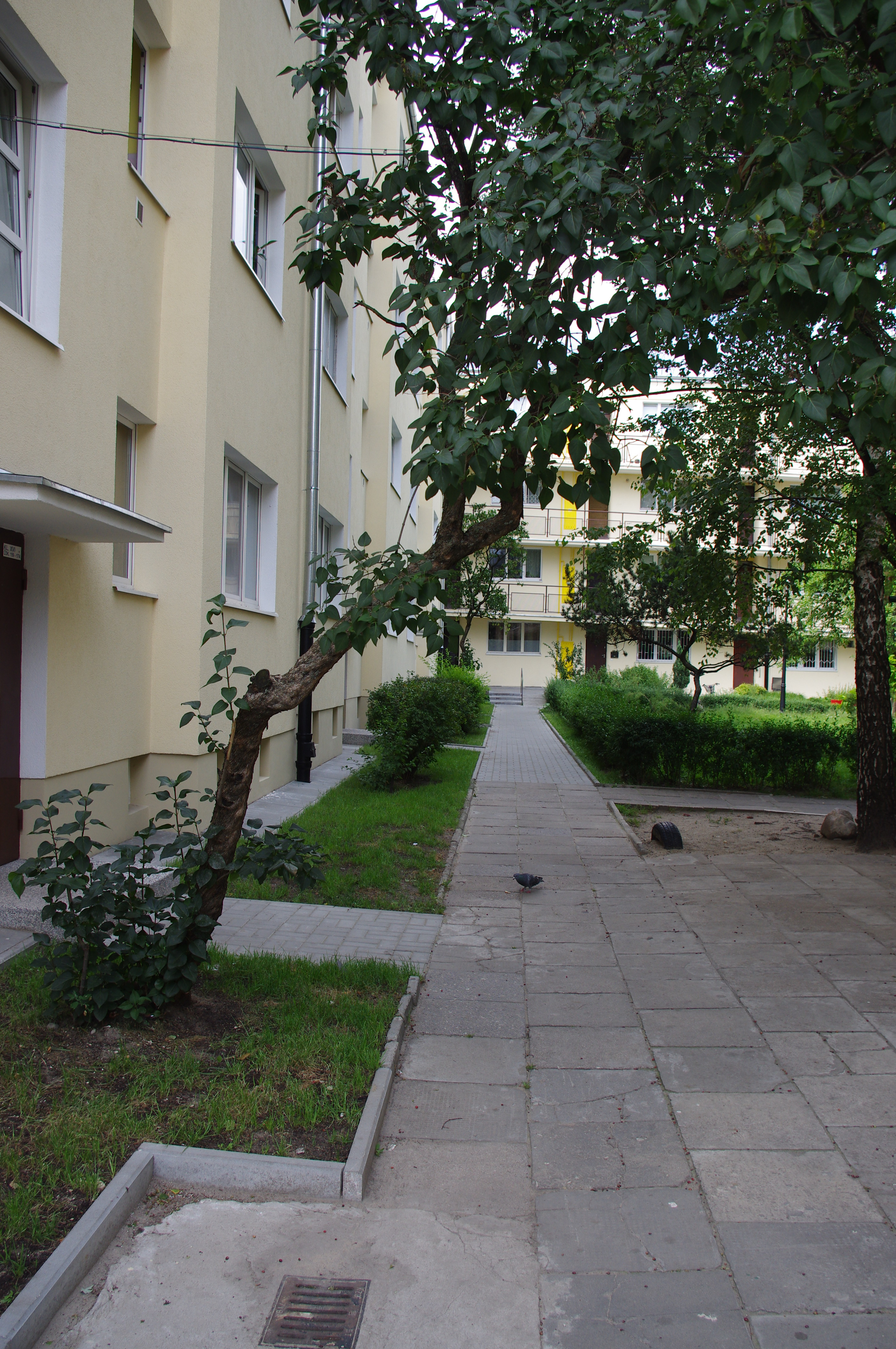
Budynek przy ul. Krasińskiego 18 w Warszawie na Starym Żoliborzu w tak zwanej kolonii artystów w którym mieszkali w różnych okresach, między innymi filozof Teofil Jaśkiewicz, śpiewak operowy Jerzy Kobza-Orłowski, działacz młodzieżowy Konstanty Jagiełło, fotograf Jan Bułhak i polityk Adam Próchnik

Teofil Jaśkiewicz ps. „Henryk Wroński”, „Wiesław Saczyński”, „Wespazjan Rulikowski” (ur. 25 września 1883 w Saczynie, zm. 24 grudnia 1952 w Warszawie) – polski filozof-wolnomyśliciel, działacz oświatowy, poeta, publicysta, tłumacz, jeden z założycieli Polskiego Związku Myśli Wolnej.

## Życiorys
Urodził się 25 września 1883 w Saczynie, w rodzinie Konstantego i Teresy z Gosławskich. Ukończył szkołę handlową w Kaliszu, a następnie kursy T.K.N. w Warszawie. W 1906 rozpoczął pracę urzędnika, w 1919 przyjęto go do pracy w Ministerstwie Spraw Zagranicznych. W 1920 ochotniczo służył w Wojsku Polskim. W latach 20. i 30. był urzędnikiem - asesorem w MSZ, m.in. naczelnikiem wydziału. Od 1927 rozpoczął aktywne uczestnictwo w ruchu wolnomyślicielskim, razem z racjonalistami ze Stowarzyszenia Wolnomyślicieli Polskich założył Polski Związek Myśli Wolnej. Był członkiem prezydium, a od 1928 redaktorem „Wolnomyśliciela Polskiego”. Był to początkowo dwutygodnik, a po pięciu latach zaczął ukazywać się co dziesięć dni. Czasopismo podejmowało wiele antyklerykalnych tematów, ale Teofil Jaśkiewicz uważał się za agnostyka. Rzecznik nurtu marksistowskiego w polskim ruchu wolnomyślicielskim. Popierał ideę kodyfikacji prawa małżeńskiego. Propagował tworzenie w Warszawie szkół i cmentarzy dla osób bezwyznaniowych (świeckich). Głosił szokujące jak na ówczesne czasy idee kremacji zwłok lub oddawania ich na cele naukowe. Publikacje Teofila Jaśkiewicza wzbudzały kontrowersje, tym bardziej w kontekście jego pracy w MSZ. W 1936 władze zlikwidowały Polski Związek Myśli Wolnej. 
Po II wojnie światowej, w 1945 stworzył Stowarzyszenie Myśli Wolnej w Polsce, był redaktorem czasopisma „Głos Wolnych”. Wstąpił do służby w MSZ Polski Ludowej. Od 1949 w związku z pogarszającym się stanem zdrowia wycofał się z życia publicznego. Spuścizną literacką po Teofilu Jaśkiewiczu jest poezja, trzy utwory dramatyczne i poemat fantastyczny Mistrz Twardowski.
Zmarł 24 grudnia 1952 w Warszawie. Pochowany na Cmentarzu Wojskowym na Powązkach (kwatera H-1-5).

## Publikacje książkowe
- Rozbrzaski (jako Henryk Wroński), Warszawa: Gebethner i Wolff; Kraków: Gebethner i S-ka, 1906.
- Pobudki: wierszy Henryka Wrońskiego. Serja wtóra (jako Henryk Wroński), Kraków: Gebethner i Wolff, 1910.
- Z głową wspartą na ręku: wierszy Henryka Wrońskiego serja trzecia (jako Henryk Wroński), Warszawa 1919.
- O kremacji czyli pogrzebowem spopielaniu zwłok, Warszawa: nakładem Spółdzielni Wydawniczej „Bez Dogmatu”, 1928.
- Co wolna myśl „burzy”, a co w zamian daje? (jako Henryk Wroński), Warszawa: Wyd. „Wolność”, 1938.

## Tłumaczenia
- Teodor Hartwig, Socjalizm a wolnomyślicielstwo, Warszawa: Spółdzielnia Wydawnicza „Bez Dogmatu”, 1928.
- Robert Plöhn, Katechizm wolnomyślicielski ,Warszawa: Spółdzielnia Wydawnicza „Bez Dogmaru”, 1929.
- R. G. Ingersoll, Rzym czy rozum : odpowiedź kardynałowi Manningowi, Warszawa: nakładem Stowarzyszenia Myśli Wolnej w Polsce, 1947.

## Ordery i odznaczenia
- Krzyż Kawalerski Orderu Odrodzenia Polski (19 lipca 1946)[11]
- Złoty Krzyż Zasługi (12 lutego 1929)[12]
- Krzyż Komandorski Orderu Świętego Sawy (Jugosławia)[2]

## Upamiętnienie
- 5 maja 1960 dotychczasowa ulica Kościerzyńska na Żoliborzu otrzymała nazwę Teofila Jaśkiewicza[13].
- W latach 60. XX wieku na budynku przy ul. Krasińskiego 18 w Warszawie, w którym mieszkał Teofil Jaśkiewicz, odsłonięto tablicę pamiątkową[14].